# Піта ангольська
Піта ангольська (Pitta angolensis) — вид горобцеподібних птахів родини пітових (Pittidae).

## Поширення
Вид поширений у тропічній Африці. Його ареал включає західну прибережну смугу Африки від Сьєрра-Леоне до Північної Анголи та східну прибережну смугу від Північної Кенії до центрально-північної частини Мозамбіку. Мешкає в різноманітних лісах з густим підліском та наявністю галявин. Уникає густих дощових лісів.

## Опис
Дрібний птах, завдовжки до 20 см. Це птахи з округлим тілом, масивною статурою, короткими крилами і хвостом, міцними ногами, великою головою з товстим дзьобом. Лоб, верхівка голови і потилиця і лицьова маска чорні. Над маскою проходить жовтувато-коричнева брова. Такого ж кольору груди і боки. Горло білувате. Спина і крила зелені. Махові та криючі крил з білими краями та з блакитними відтінками. Крижі сині, хвіст чорний, підхвістя та живіт червоно-помаранчеві. Дзьоб чорнуватий, очі карі, ноги тілесного кольору.

## Спосіб життя
Харчується равликами, хробаками, комахами та іншими безхребетними, яких знаходить на землі в густому підліску. Період розмноження триває від середини листопада і до березня-квітня. Створює моногамну пару на сезон. Пара охороняє від конкурентів територію в радіусі 150 м від свого гнізда. Гніздо будується серед гілок колючих чагарників на висоті від 2 до 4 м над землею. Воно має кулясту форму з внутрішньою інкубаційною камерою та невеликою «посадковою смужкою» біля входу. Самиця відкладає 3—4 білуватих яєць з темними смужками.

## Підвиди
- Pitta angolensis angolensis, номінальний підвид, поширений на південному заході Африки;
- Pitta angolensis longipennis Reichenow, 1901, поширений на сході Африки;
- Pitta angolensis pulih Fraser, 1843, поширений у Західній Африці.